# True (L'Arc〜en〜Cielのアルバム)
『True』(トゥルー) は、日本のロックバンド、L'Arc〜en〜Cielの4作目のスタジオ・アルバム。1996年12月12日発売。発売元はKi/oon Sony Records。

## 解説
前作『heavenly』以来約1年3ヶ月ぶりとなる4作目のスタジオ・アルバム。
本作には、1996年7月から立て続けにリリースしたシングル「風にきえないで」「flower」「Lies and Truth」の表題曲を含めた10曲が収められている。また、本作で初音源化となった楽曲「the Fourth Avenue Café」は、本作発売から約3ヶ月後の1997年3月にシングルカットされる予定になっていたが、同年2月にsakuraが覚醒剤取締法違反で逮捕されたことに伴い発売中止となっている。ただ、本作発売から約10年後の2006年8月に、バンド結成15周年を記念し、8cmシングルとして発表していた1stCDシングル「Blurry Eyes」から14thCDシングル「forbidden lover」の14作品を12cmシングル（マキシシングル）で再発売する企画が実施され、この再販に合わせ、「the Fourth Avenue Café」が約10年越しにシングルカットされることになった。なお、本作のマスタリングは、山下達郎や溝口肇、スピッツの作品のマスタリング作業に携わった原田光晴（DISC LAB）が担当している。
ちなみに、本作発売後の1997年11月4日に、ドラマーのsakuraがL'Arc〜en〜Cielを脱退したことから、本作はsakuraが在籍していたころのL'Arc〜en〜Cielが発表した最後のアルバムとなった。

### 背景
前作『heavenly』の制作では、1995年をライヴ中心の活動にすることを意識していたため、短期間で録音作業が実施されたが、本作のレコーディングではアレンジを煮詰める作業を行うため、ある程度の期間を設け楽曲制作が行われている。このことについて、hydeは「去年作ったアルバム『heavenly』が短期間で仕上げたものだったんですね。レコーディングを早く切り上げて、ライヴをやりたかったから。そのことが今回のアルバムに大きな影響を与えていると思いますよ。前作を作った時から、次はじっくり曲を煮詰めてレコーディングしようと思ってた。1996年はアルバムを作る年にしたかったんです」と本作発売当時のインタビューで語っている。そのため、1996年4月3日から同年5月29日にかけて開催したライヴツアー「Kiss me deadly heavenly '96」を終えた後、同年6月ごろから本作の制作の準備が始められている。
本作の制作では、当時の日本のメジャーな音楽シーンを意識し、"メロディ指向で制作する"というアプローチを取り入れている。本作の楽曲制作について、kenは「以前はインストゥルメンタルで練りこんで、バンドに提示するという感じだったんですが、だんだんメロディから曲を作る比率が増えていって、今回は100％、メロディ優先になっていますね。それに最近キーボードで曲を作っているんで、キーボードで曲を打ち込んでから、そのあとにギターのアプローチを考えるようになっているのも多い。いちばん変わったのは、コード感をキーボード的なものに任せたということかな。そのおかげで、カッティングとか、よりギターらしいプレイが増えてきたね」と語っており、前作までの曲作り方法から転換し、ポップに伝えるための方法論を模索したという。ちなみに、kenは後年に受けたインタビューで、自身の思い描くポップ・ミュージック像について「特殊なものが整合性を持った時にポップになると思ってる」「凄く難しいことなんですけど、その時代を背負ってなきゃいけないくせに、その時代と一緒になったらダメなんですよね。と、思ってるんですよ。そこの隙間を見つけた時だと思う」「下世話ではダメだという気はしますね。下世話になると、何年後かに聴いてもつまらなくなると想う。ライヴでも自分でやりたくないだろうし」と述べている。
こういったマスに届くようなポップスを意識した楽曲の制作に舵を切った背景には、前2作のセールスが思ったよりも伸びなかったことがあげられる。後年kenは、本作の制作を振り返り、「（L'Arc〜en〜Cielが）売れねえって声が聞こえた時、自分が一番曲を書いていたんです。で、"曲が悪いんだろう"、"俺が悪いんだろう"、"そりゃ売れねえの作ってるよ、俺は"と思ってたわけです。そこから始まったのかもしれない」「売れないねっていう声がちらほら聞こえるわけですよね。その時は今よりもっと比率として自分の曲が多かったんですね。で、まあ曲悪いんだって思うわけですよ、自分の。悪いんだっていうより、自分が聴いてきた音楽は全然100万枚ヒットのものじゃないし、チャートを聴いてたわけでもなかったから、"そりゃ売れねえの作ってるよ、俺は"って思ったんですね。アレンジにしても。じゃあ売るの作りましょうかっていうんで『True』を作った気分」と述懐している。
また、後年hydeは、この当時を振り返り「あの頃はメディアへの夢と現実に直面してた。テレビで素敵なCMを観て、同じような事をやりたいと思ってもそう簡単に形にならない。高品質なアートはお金がかかるからね。良いなと思うものは大概高いんだよ。（中略）その時、"やりたいと思っても売れないと出来ない"って思い知らされたんだ。それが原動力になってた」と自身の自叙伝で述べている。

### 録音作業と音楽性
『True』の録音作業は、1996年7月から山中湖にあるスタジオにおいて、合宿レコーディングというかたちで実施されている。なお、最初の曲出し会は1996年2月ごろに実施されており、「風にきえないで」「Lies and Truth」「the Fourth Avenue Café」などのデモ音源がこのタイミングで各作曲者から提出されている。1996年夏のシングル発売に向け、「風にきえないで」が先行してレコーディングされており、残りの楽曲は前述の合宿レコーディングを経て発表されている。
今回の楽曲制作は、前3作と異なり、"作曲者が歌のメロディを制作する"というかたちで行われている。これまでのL'Arc〜en〜Cielの楽曲制作では、コード進行やオケを作った者に作曲クレジットを付けることが慣例となっており、歌メロはボーカリストであるhydeがほぼすべて手掛けていた。こういった制作手法をtetsuyaは「昔のヘヴィメタルバンドにありがちな作り方」と表現している。ただ、「風にきえないで」を制作した際、作曲者であるtetsuyaがデモ作りの段階で歌メロも制作していたことから、この曲以降の制作では作曲者が歌メロも作ることが流れで決まったという。本作の楽曲制作手法について、kenは「メタル方式で任せてやってると歌とやっぱ仲良くないとことかも出てきちゃうから。やっぱ歌にまとわりつくようなアレンジをするようにしたいなとか思ったんですよ」「メロも自分で書いて、それに対するギターアプローチだ、アレンジだ、そこを中心に膨らませていってという曲の書き方に変わりましたね」と語っている。こういった背景から、本作はL'Arc〜en〜Cielの楽曲制作の一つの流れが確立されたアルバムといえる作品となった。
また、本作のレコーディングでは、総勢6人の共同プロデューサー兼アレンジャー（富樫春生、岡野ハジメ、秦野猛行、小西貴雄、西平彰、佐久間正英）を招聘している。tetsuyaは本作発売当時のインタビューで、外部からアレンジャーを招いたことについて「もともとオレは、プロデューサーはぜったい必要だという考えなんですよ。海外のアーティストは、それが当たり前じゃないですか。プロデューサーといっしょに、バンドなりアーティストが共同作業をしていくっていうね。たとえば、ラットだったらボー・ヒルとか。そういうことをインタビューで読んだり、そうやって完成した音楽を聴いて育ってきたから、それがとうぜんだと思ってる」と述べている。ちなみに、長きに渡りL'Arc〜en〜Cielの作品制作に関わることになる岡野ハジメ（ex.PINK）は、このアルバムがL'Arc〜en〜Cielとの初仕事となっている。岡野のプロデュースワークについて、sakuraは「岡野さんとやって、"これで見える景色が変わったな"って実感できた。岡野さんとはあんまり言葉で理解する必要がなく感じた。少しの会話で、充分俺には理解することができた。例えば、俺が"こういうのどうですか？"って叩くと、"ダメ!カッコ悪い!ださい"ってハッキリ反応がかえってくるからわかりやすかった。で、俺も"わかった。じゃあ、それはやめるよ"って」と語っている。
本作の音楽性としては、前作『heavenly』までと同様に、L'Arc〜en〜Cielのルーツのひとつである1980年代のニュー・ウェイヴやポストパンク、ゴシック・ロックを下敷きとしている。ただ、今回のレコーディングでは、新たにストリングスやホーン、そして前作まで以上にアコースティック・ギターの音色を大々的に導入している。さらに、「Caress of Venus」ではシーケンサーソフトによる打ち込みを多用している他、sakuraは「Lies and Truth」のレコーディングで新たにエレクトリック・ドラムを導入している。楽曲制作に使う楽器が多様化したこともあり、ネオアコやホワイトソウル、ハウスの雰囲気のある楽曲が今回制作されている。特にkenが作曲を担当した「Lies and Truth」や「the Fourth Avenue Café」では多くの管弦楽器が採り入れられている。なお、kenは本作発売当時に受けたインタビューの中で、管弦楽器を採り入れた音楽として、スタイル・カウンシルやフィッシュボーン、アビー・リンカーン、スウィング・アウト・シスターなど、様々なジャンルを好んで聴いていたと述べており、こういったアーティストからの影響が楽曲に反映されていることがうかがえる。また、hydeは本作発売当時のインタビューで、今回の楽曲制作の方向性について「個人的にここ1年ぐらい聴いてたのは、レディオヘッドとかアトミック・スウィングとかクランベリーズとか…。でも、今回バンドでやりたいって思ったのは、よくCD屋さんとかで外国の音楽を試聴すると、歌が入る前から曲に引き込まれることがあるんですけど、そういう、聴く人を包み込むようなサウンドにしたいなと思ったんです」「今、街で流れているメロディは緻密なメロディが多いけど、イントロはわりとおざなりというか、歌に持っていくための道具でしかないという感じがする。でも、たとえば洋楽の1曲目とかってイントロに賭けている部分とかがある。それは単純にサウンド面のことだけど、そういうのを自分たちも出したかった」と語っている。このようなメンバー各々の思いもあってか、結果的にバラエティに富んだ様々な楽曲が1枚のアルバムに収録されることになった。アルバムのバランスという点について、tetsuyaは「（アルバムは）逆に統一感なくてもいいやって思ってやってたから。一曲一曲をカッコよくすればいい」「各曲の仕上がりや雰囲気が違っても、トータル的なバランスはL'Arc〜en〜Cielになったという自信もあった」とコメントしている。
また、作曲手法の他に、hydeが手掛ける歌詞にも前作からの変化がみられる。hydeは、本作に収録された楽曲の作詞作業について「『heavenly』の頃とか、詞を書いててつらかったんですよ。もう、吐きそうな気分で書いてたり。そういうのが嫌になったし、なんかスッキリしないなって思って。もちろんこれまでの詞を否定するつもりもないし、ウソついてたつもりもないけど」「今までが閉じこもって書いていたとしたら、窓を開けて頭を冷やしたりしながらひとつひとつを新しい気持ちで書けた気分。遊び心を入れながらかけた」「歌詞は、今まででいちばん気楽に書けた。書きたいことを見つけることが、楽になったんです。僕はよく曲を人にたとえるんですよ。生まれた子供にどんな洋服を着せたらいいんだろう、って。今まではその子の行動とか見て"この子は活発だから、半ズボンとTシャツが似合うんじゃないか"って着せてたんだけど、今回は"この子は活発だけど、スカートはかせたら魅力的な子になるんじゃないかな"って発想に変わってきた。だから、けっこう楽しんで書けたっていうか、"たまにはこういう格好しなさい"みたいな」と語っている。また、hyde曰く、ヴォーカリストとしての意識にも変化があったといい、本作に収められたhydeのヴォーカルは芯が太くなったような印象がうかがえる。本作のヴォーカルワークについて、hydeは「武道館のライヴビデオ（『heavenly 〜films〜』）を見て、自分が求めてた理想のヴォーカリストと違ったから、もうちょっと理想と近づきたかった。それが多少、アルバムに反映されているかもしれない」「上っつらじゃなく本当に楽しく歌えれば必然的にソウルは入るんじゃないかと思ったんですが、それがいちばんの壁でした。すごく高い壁だったけど今後の道も見えたし、"ここまできた"っていう達成感もあった。このアルバムのヴォーカルは今後の柱になっていくんじゃないかな」と語っている。
こうしてマスに届くメロディアスなポップ・ミュージックを意識的に制作し、それらをアルバムに集めることになったが、インディーズ時代からのリスナーから不満の声が当時あがったという。ただ、本作発売当時にtetsuyaは「僕たちのことを何も知らなかったんだ。僕と価値観が合わない」とコメントしている。また、ken曰く、アルバムのミックスダウンの際にレコード会社のスタッフから「ダメだ、ロックじゃない。こんなん売れない」と言われたといい、それに対してkenは「"見てろよ。おめえの感覚の方がいけてねえんだよ"」と当時思っていたという。結果として、オリコン週間アルバムチャートの初登場順位は2位であったものの、発売6週目でシングル・アルバム通じて初の首位を獲得。その後も110週にわたりチャートインし続け、最終的にシングル・アルバム通じて初のミリオンセラーを達成するに至っている。
後年hydeは音楽雑誌『ROCKIN'ON JAPAN』のインタビューで、本作制作当時を振り返り「僕らやりたいことが山ほどあったからそこでポップな曲での攻撃を覚え始めた」と述懐している。また、hydeは本作について「『True』はすごくバランスの良い、できたアルバムだなと思う。L'Arc〜en〜Cielの前期の集大成というか、歌ものになった感じがあるんだけど、曲によってプロデューサーを変えたりしてクオリティが高い感じ」と表現している。余談だが、1998年1月1日付で新たにバンドに加入することとなるyukihiroは、2010年に受けたインタビューで、このアルバムを聴いたときの印象について「"こういう曲もやるバンドなんだ！"って、すごく新鮮だったんです。そこから前のアルバムを聴いてみたりし始めて。ホント"へぇ〜！"っていう感覚で、それがよかったんですよね」と述べている。

### アルバムタイトル
アルバムタイトルは従来通り、収録曲の作詞を一番多く手掛けたhydeが名付けている。タイトルを考えるにあたって、hydeは「納得いく作品を作って、これから更なるスタートを切るという意味も込めて、強い言葉にしよう」と思ったという。本作制作の意気込みはhyde以外のメンバーもとても強かったようで、tetsuyaは「大袈裟に言うと『L'Arc〜en〜Ciel』というタイトルになってもいいぐらいの勢いの名盤にしようという意気込みだった」と述べている。
アルバムタイトルに『真実』を意味するワードを選んだことについて、hydeは「「Lies and Truth」という曲があったせいもあるけど、何となく『True』っていいなと思って」「ウソも全部ひっくるめて、きれいな部分もきたない部分も含めて、これが＜真実＞だっていうこと」「音楽性もそうだけど、今回やった曲作りからレコーディングまですべてがL'Arc〜en〜Cielなんだって言える。もし他のメンバーがある部分で納得いかないところがあったとしても、でもこのアルバムを作れたからいいんだと。全部ひっくるめて＜真実＞からのスタートにしたかった」と述べている。

### ライヴツアー
L'Arc〜en〜Cielは本作のレコーディングに入る前の1996年4月3日から、ライヴツアー「Kiss me deadly heavenly '96」を同年5月29日まで開催している。なお、このツアーでは、アルバム『heavenly』の収録曲の他、1996年7月に発表するシングル「風にきえないで」に収められた楽曲が先行披露されている。また、このツアーの終盤に開催した公演では、L'Arc〜en〜Cielのメンバーがパートチェンジし、D'ARK〜EN〜CIEL（読み：ダーク アン シエル）として演奏するコーナーが設けられている。このパートチェンジバンドでは、tetsuya（当時のアーティスト名義は"tetsu"）がボーカル、hydeがギター（当初はドラム）、sakuraがベース（当初はギター）、kenがドラム（当初はベース）を担当しており、「ぶっ殺す」や「デストロイ」といったヘヴィ・メタル/デスメタルを意識したオリジナル楽曲を披露している。ちなみにD'ARK〜EN〜CIELでは、メンバーそれぞれがアーティスト名義を変更しており、tetsuyaはDARK TETSU、hydeはHYDE DARK、sakuraはSuck・D'ark・la、kenはKën D'Arkを名乗り演奏している。余談だが、D'ARK〜EN〜CIELとして制作したいくつかの楽曲は、2006年8月に発表されたシングル「the Fourth Avenue Café」のカップリングとして音源化されている（このシングルの当初の発売予定日は1997年3月26日だったが、1997年2月のsakuraの逮捕などの影響により発売中止となっていた）。
なお、上記の1996年4月から行ったツアーに組み込まれた、同年5月26日の東京ベイNKホール公演に限り、「Kiss me deadly heavenly '96 REVENGE」というライヴタイトルで開催されている。これは、1994年8月27日に同所で行ったライヴで、チケットが売れ残ったことを踏まえたうえでのリベンジ公演となっている（1994年の当該公演の解説は『Tierra#ライヴツアー』を参照）。そしてこの公演で、約1年9ヶ月越しにチケット即完を達成し、無事リベンジを果たすこととなった。
上記ツアーを終えた後、L'Arc〜en〜Cielは本作の制作期間に入ることとなるが、アルバムレコーディングのさなか、1996年8月26日から同年9月4日にかけてライヴツアー「BIG CITY NIGHTS ROUND AROUND '96」を東名阪で開催。このツアーでは、1996年10月に発表するシングル「flower」の収録曲が先行披露されている。
そして、L'Arc〜en〜Cielは本作発売の後、アルバムを引っ提げ、1996年12月19日に日清パワーステーションでライヴ「Carnival of True Eve」、同年12月23日から1997年1月29日にかけてライヴツアー「CONCERT TOUR '96〜'97 Carnival of True」を開催している。このツアーでは、日本武道館や大阪城ホールなど、1万人規模を動員できるアリーナクラスの会場もまわっており、当時のL'Arc〜en〜Cielとしては初めて大きな会場で多くの観客を動員したツアーとなった。また、同ツアーのセットリストには、アルバム『True』の収録曲の他、パートチェンジバンド、D'ARK〜EN〜CIELの楽曲も組み込まれている。
こうして本作に関わるライヴツアーを終えたL'Arc〜en〜Cielであったが、1997年2月24日にドラマーのsakuraが覚醒剤取締法違反で逮捕されてしまう。これによりL'Arc〜en〜Cielは、表立った活動を休止せざるを得ない状況に陥ることとなる。ちなみにこの休止期間中、L'Arc〜en〜Cielはリフレッシュを兼ねて、1997年5月8日からイギリス・ロンドンに渡航している。その後L'Arc〜en〜Cielは、新たにサポートドラマーとしてyukihiro（ex.DIE IN CRIES、ex.OPTIC NERVE、ex.ZI:KILL）を迎え、シングル「虹」を制作・発表。そして同シングル発売の前後から、5thアルバム『HEART』の制作に取り掛かっていくことになる。なお、1997年11月4日をもってsakuraがL'Arc〜en〜Cielを脱退したことから、ライヴツアー「CONCERT TOUR '96〜'97 Carnival of True」はsakuraがL'Arc〜en〜Cielのメンバーとして参加した最後の公演となっている。

### リリース形態
フィジカルは、現在までにCD、MDの2種類が発表されている。CDは通常盤の1形態で発売されており、初回限定仕様は、スーパーピクチャーレーベルとなっている。
また、2011年6月22日には、スマートフォン向け音楽ダウンロードアプリ、レコチョクにおいてL'Arc〜en〜Cielの楽曲計146曲のダウンロード販売を開始したことに伴い、本作に収録されたシングル表題曲以外の楽曲も配信が開始された。2012年11月7日には、ソニー・ミュージックエンタテインメントがiTunes Storeに参入したことに伴い、日本のiTunesにおいても配信が開始され、これによりほぼ全ての音楽配信サイトにてダウンロード販売が解禁された。
2014年10月22日には、本作を含めたアルバム全12タイトルのハイレゾリューションオーディオ音源が各種音楽サイトで配信が開始された。このハイレゾバージョンでは、内田孝弘（FLAIR）によるリマスタリングが行われている。また、2019年12月11日には、Spotify、Apple Musicをはじめとした各種サブスクリプションサービス（定額制音楽配信）にて、この日までに発表したL'Arc〜en〜Cielの全楽曲のストリーミング配信を全世界で一斉解禁している。
2022年5月18日には、本作を含めた過去に発表したアルバム作品を、メンバー監修の下でオリジナルマスターテープを使いリマスタリングしたボックス・セット『L'Album Complete Box -Remastered Edition-』が発表されている。この作品に収録されたリマスタリングアルバム『True (Remastered 2022)』では、ランディ・メリル（Sterling Sound）によるリマスタリングが行われている。ちなみにこのリマスタリングアルバムは、フィジカル発売と同日にダウンロード配信（ハイレゾリューションオーディオ音源含む）およびストリーミング配信が開始されている。
| リリース       | タイトル               | 規格                                                                              | マスタリング・エンジニア           | 備考 |
| -------------- | ---------------------- | --------------------------------------------------------------------------------- | ---------------------------------- | --- |
| 1996年12月12日 | True                   | - CD - MD                                                                         | 原田光晴（DISC LAB）               | - |
| 2011年6月22日  | True                   | - ダウンロード配信                                                                | 原田光晴（DISC LAB）               | シングル表題曲として発表された「風にきえないで」「flower」「Lies and Truth」「the Fourth Avenue Café」は過去に配信開始済（いずれもシングルバージョンを配信済） |
| 2014年10月22日 | True                   | - ハイレゾリューションオーディオ配信                                              | 内田孝弘（FLAIR）                  | - |
| 2019年12月11日 | True                   | - ストリーミング配信                                                              | 原田光晴（DISC LAB）               | - |
| 2022年5月18日  | True (Remastered 2022) | - CD - ダウンロード配信 - ハイレゾリューションオーディオ配信 - ストリーミング配信 | ランディ・メリル（Sterling Sound） | フィジカルはボックス・セット『L'Album Complete Box -Remastered Edition-』に収録                                                                                |

## 評価

### 批評
- 音楽ライターのガモウユウイチは『別冊宝島』にて、本作について「ポピュラリティとオリジナリティを確立した『True』は、真の意味で彼らの原点のアルバムといえよう[35]」と表現している。また、アルバムのアレンジ面について、「まず一聴して感じるのはアコースティック・ギターを多用したアレンジだ。アコースティック・ギターを導入することによって適度にマイルドなサウンドになり、ロックの骨組みを持っていてもポピュラー・ミュージックとしてすんなりと耳に入ってきやすい[35]」と評している。さらに、tetsuyaのベースプレイについて、「音数が多くグリスやプリングなどを多用したエモーショナルなプレイは、インストルメンタル・パートを聴いていても彼らと分かってしまうほど個性的[35]」「リード・ベースのように目立つだけではなく、大きなノリをもってうねるループ感たっぷりのライン、歌っているかのようなメロディアスなラインなど、クラシカルなテクニックも天下一品だ[35]」と綴っている。 - 宝島社『別冊宝島1399 音楽誌が書かないJポップ批評47 L'Arc-en-Cielの奇跡』（2007年2月）
- ロックバンド・SiMのSHOW-HATEは『TOWER RECORDS ONLINE』の＜ルーツとなる音楽＞という企画で本作をあげている[36]。また、SHOW-HATEは本作について「このアルバムを好きなのは人間味を感じる曲がたくさんあるからですね。所々に入ってるアレンジもぶっ飛んでるし。今でも時々聴いちゃいますね。初めて聴いた時は衝動だったのと、若かったのもあって、細かい所まで聴けてなかったけど、聴き直すと凝ってるなーと思いますね。昔聴いていた曲は、今の自分にかなり関わると思うけど、自分という人間をつくってくれたアルバムと言っても過言じゃないですね。かなり影響受けてます[36]」とレコメンドのコメントをしている。- TOWER RECORDS ONLINE『SiMメンバーレコメンド』（2014年3月10日）
- 音楽ジャーナリストの沢田太陽は自身のnoteにて、前作『heavenly』から本作にかけてのラルクを＜試行錯誤期＞と分類し、レビューしている。沢田は＜試行錯誤期＞のL'Arc〜en〜Cielについて、「基本は『DUNE』、『Tierra』のゴス/ニュー・ウェイヴ期のときがルーツ（大ヒットした「flower」はまんまザ・スミスの「Ask」みたいだし）なんですけど、曲によってハードになったり、展開によってはネオアコとか、スタイル・カウンシルとか、それの影響受けた渋谷系みたいな曲が混ざってたり。僕が最初に聴いたラルクの曲も今回、（前作『heavenly』収録の）「夏の憂鬱」だったことが、今回判明しました。僕が推測するに、この頃は多分、音楽的に成長したいという気持ちと、それをどこに持っていくかでいろいろ試したかったんでしょうね。そこで、こういう渋谷系みたいなのもやったのではないかなと[37]」と分析している。さらに、沢田は本作に収録曲された楽曲「"good-morning Hide"」に触れたうえで、「このあたりが割と、その後の路線につながっていく感じかな、とは思いましたけどね。英語詞はその後も時折出てきますけど、その頃から海外志向はあったのかな、という感じがするのと、"ゴスでハードな感じ"というとミューズとかプラシーボみたいなバンド、思い当たるんですけど、ラルクって、それより微妙に早かったんだな、とも思いましたね[37]」とコメントしている。- THE MAINSTREAM『ユーミンに次ぐ、ストリーミングでの全アルバム・リスニング達成の邦楽アーティストがラルクになった件』（2019年12月20日）

### チャート成績
- 発売初週となる1996年12月23日付のオリコン週間アルバムチャートにおいて初登場2位を獲得している。発売翌週には週間6位、発売から4週間後には週間3位（2週合算）、さらに次の週にも週間3位を記録し、発売6週目となる1997年1月27日付のオリコン週間アルバムチャートでシングル・アルバム通じて自身初となる首位を獲得した。また、首位獲得後7週連続、通算では13週連続で週間TOP10入りを続け、チャートに合計110週にわたりランクインし、L'Arc〜en〜Cielのアルバム作品としては最長のロングヒットを記録した作品になった。そしてシングル・アルバムを通じて自身初となるミリオンセラーも記録している。なお、1997年度のオリコン年間アルバムチャートでは年間18位を記録、翌1998年度のオリコン年間アルバムチャートでは年間87位を記録している。

## 収録曲
| #         | タイトル                        | 作詞      | 作曲      | 編曲                             | 時間  |
| --------- | ------------------------------- | --------- | --------- | -------------------------------- | ----- |
| 1.        | 「Fare Well」                   | hyde      | ken       | L'Arc〜en〜Ciel, Haruo Togashi   | 4:57  |
| 2.        | 「Caress of Venus」             | hyde      | ken       | L'Arc〜en〜Ciel, Hajime Okano    | 4:25  |
| 3.        | 「Round and Round」             | hyde      | hyde      | L'Arc〜en〜Ciel, Takeyuki Hatano | 3:25  |
| 4.        | 「flower」                      | hyde      | hyde      | L'Arc〜en〜Ciel, Takao Konishi   | 4:58  |
| 5.        | 「"good-morning Hide"」         | sakura    | hyde      | L'Arc〜en〜Ciel, Hajime Okano    | 5:02  |
| 6.        | 「the Fourth Avenue Café」      | hyde      | ken       | L'Arc〜en〜Ciel, Takeyuki Hatano | 5:03  |
| 7.        | 「Lies and Truth ("True" mix)」 | hyde      | ken       | L'Arc〜en〜Ciel, Akira Nishihira | 5:52  |
| 8.        | 「風にきえないで ("True" mix)」 | hyde      | tetsu     | L'Arc〜en〜Ciel, Masahide Sakuma | 4:37  |
| 9.        | 「I Wish」                      | hyde      | tetsu     | L'Arc〜en〜Ciel, Takao Konishi   | 4:35  |
| 10.       | 「Dearest Love」                | hyde      | tetsu     | L'Arc〜en〜Ciel, Haruo Togashi   | 6:47  |
| 合計時間: | 合計時間:                       | 合計時間: | 合計時間: | 合計時間:                        | 49:41 |

| #         | タイトル                                          | 作詞      | 作曲      | 編曲                             | 時間  |
| --------- | ------------------------------------------------- | --------- | --------- | -------------------------------- | ----- |
| 1.        | 「Fare Well - Remastered 2022」                   | hyde      | hyde      | L'Arc〜en〜Ciel, Haruo Togashi   | 4:57  |
| 2.        | 「Caress of Venus - Remastered 2022」             | hyde      | ken       | L'Arc〜en〜Ciel, Hajime Okano    | 4:25  |
| 3.        | 「Round and Round - Remastered 2022」             | hyde      | hyde      | L'Arc〜en〜Ciel, Takeyuki Hatano | 3:25  |
| 4.        | 「flower - Remastered 2022」                      | hyde      | hyde      | L'Arc〜en〜Ciel, Takao Konishi   | 4:58  |
| 5.        | 「"good-morning Hide" - Remastered 2022」         | sakura    | hyde      | L'Arc〜en〜Ciel, Hajime Okano    | 5:02  |
| 6.        | 「the Fourth Avenue Café - Remastered 2022」      | hyde      | ken       | L'Arc〜en〜Ciel, Takeyuki Hatano | 5:03  |
| 7.        | 「Lies and Truth ("True" mix) - Remastered 2022」 | hyde      | ken       | L'Arc〜en〜Ciel, Akira Nishihira | 5:52  |
| 8.        | 「風にきえないで ("True" mix) - Remastered 2022」 | hyde      | tetsuya   | L'Arc〜en〜Ciel, Masahide Sakuma | 4:37  |
| 9.        | 「I Wish - Remastered 2022」                      | hyde      | tetsuya   | L'Arc〜en〜Ciel, Takao Konishi   | 4:35  |
| 10.       | 「Dearest Love - Remastered 2022」                | hyde      | tetsuya   | L'Arc〜en〜Ciel, Haruo Togashi   | 6:48  |
| 合計時間: | 合計時間:                                         | 合計時間: | 合計時間: | 合計時間:                        | 49:42 |

## 楽曲解説
1. 「Fare Well」
幽玄なギターに加え、ピアノとストリングスの音色が印象的な、旅立ちを描いたバラード[38]。L'Arc〜en〜Cielのアルバムにおいて、バラードソングが1曲目に収録されるのは本作が初のこととなった。tetsuya曰く、アルバムの1曲目にバラードを収録する構想は、前々作『Tierra』の頃からあったという。tetsuyaは本作発売当時に受けたインタビューの中で「（『Tierra』の頃で1曲目にバラードは）まだ早いっていうのがあって。でも今はこれができる貫禄がついた[20]」と述べている。
この曲をレコーディングするにあたり、作曲者であるkenはあらかじめデモ制作の段階でピアノのフレーズを打ち込んでおり[39]、このフレーズをもとにレコーディングが行われている。kenは制作の方向性について「今までだったら、コードもほかのところもギター同士でやってたんだけど、今回は具体的に楽器を決めて書いたりとか。だから、曲を作る時にピアノがあるほうがよかったんだよね。具体的にアイデアとか浮かびやすいから。それがそのままレコーディングに使われたっていう感じなんです[40]」「ピアノの伴奏のダダダーンってルートを動かすことによってこの曲の個性を出して。Bメロでそこを一度忘れるようなアルペジオを入れた[41]」と語っている。
また、この曲のギターソロではディレイやリバーブをかけず、歪みの少ないサウンドでレコーディングされている[42]。このアプローチについて、kenは「いつもソロを録る時には、ディレイをかけてくださいだのリバーブをかけてくださいだのっていろいろ注文するんだ。だけどもう、全て取っ払ったところで、本当に音が切れる瞬間とか音程の差がはっきり出る音で録りたくて。TDの時にエフェクターをかけたんだけど、録りの時には気持ちのいいポイントがそこにあったからね[42]」「（このギターソロが）一番エモーショナルっていうか、入り込めた。ディレイを効かせて音が伸びるところとか、流暢なところが自分のスタイルだと思うんだけど、あれはそういうところとは別次元のギター・ソロだった気がする[42]」と本作発売当時のインタビューで語っている。
さらに、この曲には、チェロとヴァイオリンの音が採り入れられているが、この音はkenがピアノを打ち込んでデモを制作していたときから、自身の頭の中にイメージとして鳴っていたという[39]。また、ken曰く「四重奏的なアレンジを目指した[41]」「チェロとヴァイオリンは、ピアノを打ち込んだ時からすでに頭にあったんですよ。しかも女の人が弾くっていうイメージがあったから、実際女性に弾いてもらった[39]」といい、レコーディングにはヴァイオリン奏者の金子飛鳥とチェロ奏者の橋本しのぶが招聘されている。なお、この曲のプロデュースおよびアレンジ作業には、アルバム『Tierra』に収録された「瞳に映るもの」の共同プロデュースを担当していた富樫春生が参加している。ちなみに、この曲のアウトロには、次曲「Caress of Venus」のイントロと重なるようなアレンジが施されている。
余談だが、2011年にバンド結成20周年を記念し開催したライヴツアー「20th L'Anniversary TOUR」では、ストリングスをよりフィーチャーしたアレンジを施し、hydeによるア・カペラを採り入れたバージョンでこの曲が披露されている[43]。
2. 「Caress of Venus」
生のドラムと打ち込みを合わせたダンサンブルな16ビートの曲となっており[44]、当時のL'Arc〜en〜Cielとしては珍しい、ピアノのサウンドを基調としたピアノ・ハウスミュージックの雰囲気を纏った楽曲に仕上げられている。作曲を担当したkenは、この曲の制作を振り返り「元々8ビートの曲だったんだけど。でもそれだと、自分でスリリングに感じなかったから。で、形を変えたら、納得いく曲になった[45]」「毎回、新しいことをやってきたから。その流れでやったことが、今回はたまたま16ビートだったということ[45]」と述懐している。
また、この曲では大々的に打ち込みを採り入れているが、このアレンジについてsakuraは「（打ち込みも採り入れてるけど）スティック放棄して全部打ち込みじゃないんだよ。必ずどっかしらでスティックは持ってる。でも、コンピュータもやりようによっては使えるってわかったし、それは俺が使えるってことじゃなく、道具として使えるってことだけどね、勉強はさせてもらった。打ち込みのアイディアは、前々からkenは持ってて、それ見してもらってすごいなって。シーケンサーソフトで難しいことも簡単な操作でできるしね、手軽に[46]」と語っている。ちなみに、この曲で鳴っているエレクトリックピアノの音は、kenが仮で弾いたものが採用されており、この曲で初めてkenにピアノのクレジットが付されている[39]。なお、この曲のプロデュースおよびアレンジ作業には、次作『HEART』以降のL'Arc〜en〜Cielの作品制作において、長きに渡り共同プロデューサーを務めることとなる岡野ハジメ（ex.PINK）が参加している。
この曲のベース録りでtetsuyaは、共同プロデューサーの岡野ハジメの助言もあり、ベース本体のトレブルを絞り演奏している[20]。さらに、この曲では仮で録ったギターとベースが本テイクとして採用されている[42]。レコーディングを振り返り、tetsuyaは「最初は、けっこうかたい音でチョッパーでやってたんですけど、なんか違うなぁと。そしたら、岡野さんが"ベースのトレブル（高音）とロー（低音）を絞って弾いてみて"って言うんですよ。そのとおりのセッティングにしてピックで弾いたんですけど、チョッパーでやるよりそっちのニュアンスのほうが全然カッコいい。俺はドンシャリの硬めの音が好きだから、いつも高いほうの音域で出してたんですけど、高いほうを削っただけで、あんなにベースラインがカッコよく聴こえるようになるんだって。あれは自分でも凄い驚いた[47]」「仮のベースが生きてる曲なんですよ。フレーズを考えるもなにもっていう時に録ったテイクだけど、別にも録ったものよりその仮の方がカッコよかった。ちょっと頭よくなって、練習して本番を弾こうとするから、なんかラフさが足りないんですよね、大きなノリが。ノリが小さくなるし。何も考えず弾いてるほうがカッコよかったんですよ[20]」と語っている。ちなみに、tetsuyaは本作発売当時に受けたインタビューの中で「アルバム収録曲の中で好きな曲」としてこの曲をあげたことがある[20]。また、hydeもこの曲を「本作の中のお気に入りの楽曲」としてあげており、この曲の印象についてhydeは「最初抱いていたイメージよりハウスっぽい音に仕上がったんですけど、トータルに聴いた時の感覚が、想像していたより好みのサウンドに仕上がった[48]」と語っている。
なお、この曲のイントロには、前曲「Fare Well」のアウトロと重なるようなアレンジが施されている。ただ、2003年発表のベストアルバム『The Best of L'Arc〜en〜Ciel 1994-1998』、2011年発表の『TWENITY 1991-1996』にこの曲が収録された際は、前曲「Fare Well」のアウトロがイントロに被っていないミックスで収録されている。
この曲は、活動初期の楽曲をあまりセットリストに組み込まないL'Arc〜en〜Cielでは、珍しく頻繁にライヴで演奏されている楽曲となっている。ちなみにtetsuyaは、2003年に開催したライヴ「Shibuya Seven days 2003」や、2014年に開催したライヴ「L'Arc〜en〜Ciel LIVE 2014 at 国立競技場」などの公演において、ラストサビ前で音源にないフレーズをチョッパー（スラップ）で弾くアレンジを加え演奏している。また、バンド結成15周年を迎えた2006年10月13日には、テレビ朝日系番組『ミュージックステーション』において、本作発売から約10年越しでこの曲が披露されている。
さらに、2012年に発表したトリビュート・アルバム『L'Arc〜en〜Ciel Tribute』では、L'Arc〜en〜Cielと同じレコード会社に所属していたロックバンド、Hemenwayがこの曲のカバーを行っている。このカバーでは、ピアノをフィーチャーしたラテンハウス風の原曲を、ダンスロック風のハイブリッドなアレンジに変え演奏している。
3. 「Round and Round」
ポップなメロディとシニカルなリリックが印象的な、スカのリズムを採り入れた疾走感あるロックナンバー[49]。アルバムレコーディング期間中の1996年8月より東名阪で開催したライヴツアー「BIG CITY NIGHTS ROUND AROUND '96」のさなかにデモが制作された楽曲で、タイトルもツアータイトルをもとに付けられている[40]。また、作詞・作曲を担当したhydeの意向もあり、この曲のヴォーカルはラジオボイスを意識した処理が施されている[40]。
この曲のギターアプローチについて、kenは「自分の曲に関してはキーボードの感じがイメージできてたから、それに絡んでいく感じで弾くっていうのをメインに考えてましたね。あと、hydeとtetsuの曲に関しては、最初からギターを持って曲に向かっていったから、頭で考えてっていうんじゃなくて、ギター的なところで遊べたっていう感じ。例えば、この曲なんかは、前ならもうちょっと繊細に弾いたかもしれないけど"この曲のよさは太く短く、それこそ命"と思って。物足りないと思う部分は勢いを足すみたいな。昔だったらギターを重ねてただろうなって部分も、ギター以外のタンバリンとかを足すことで勢いを出したり。"ピアノと絡む"っていうのと、その"太く短く"っていうのが俺の中では新しかったかな[50]」「他の曲では、埋もれがちになるところをダビングして強調したりしたんだけど、この曲では敢えて一本でいきたいっていうのがあって。ギターの音の粒子っていうか、そういった部分まで見える音で録った[42]」と語っている。
さらに、この曲のリズムにはスカの要素が採り入れられており、Aメロのベース録りではウォーキングベースでラインが付けられている。この曲のベースアプローチについて、tetsuyaは「Aメロの部分は、hydeが曲を持ってきた時から"こういう感じで"ってイメージがあって。それを自分なりに解釈して、変えていった感じです。で、サビとかはグルグル廻る感じっていうか。そういうイメージでラインを付けたんです。そうしたらタイトルもそうなって、ビックリしました[51]」と述懐している。なお、この曲のプロデュースおよびアレンジ作業には、L'Arc〜en〜Cielのライヴでサポートキーボーディストを務める秦野猛行が参加している。また、秦野はこの曲のレコーディングでタンバリンも担当しており、Takeという名義で"Round Around Tambourines"とクレジットされている[40]。このクレジット表記の由来は、ken曰く「ライヴツアー「BIG CITY NIGHTS ROUND AROUND '96」のピンクのツアーTシャツがあるんですけど、プロデューサーの秦野さんと僕がそのTシャツを着ていたんで、そこから取った[40]」という。
歌詞は、人間社会を皮肉ったようなリリックとなっており、メタ視点で綴られている。なお、hyde曰く、このアルバムを制作するにあたり、自分の中で作詞に対する考え方が大きく変化したという。hydeは、今回の作詞作業について「詞を書く時は、神の気分っていうのかな。自分が創造主になったような、高い視点からものを見るっていうのを心がけたかな。例えばこの辺に富士山を置いてみるとかね、そしたら国民はどう思うんだろうみたいな。そうやって気楽に一つ一つ想像してって、失敗したらそれでもまあいいかって。その歪み加減もきれいだねって、そういう気分。前はたぶん富士山作ろうなんて発想は出てこなくて、詞の中心が見えにくかったと思うんですよ。今はそれが見えるように努力して、そういう立場で書けるようにしてる[29]」と語っている。ちなみに、歌詞の冒頭に＜痛みを知らない大人は嫌い＞というフレーズが登場するが、hydeはこのフレーズを＜痛みを知らない大人は嫌い＞と曲中で歌っている。ただ、本作のブックレットにおいて、このフレーズにルビがふられていなかったこともあり、発売当時に「ブックレットの誤植ではないか」と一部のリスナーが誤解していたという。このフレーズについてhydeは「道徳のない大人を子供といってるだけ」とコメントしている。
ちなみにこの曲は、1998年に開催したホールツアー「Tour '98 ハートに火をつけろ!」の後、長きにわたりライヴで演奏されていなかったが、2020年に開催したライヴツアー「ARENA TOUR MMXX」において約22年ぶりに披露されている。なお、この2020年のツアーでは、可動式の円形状のセンターステージが導入されており、ステージセットに合う楽曲としてこの曲が披露されている。
また、2005年にはパートチェンジバンド、P'UNK〜EN〜CIELとして、kenのディレクションのもとリアレンジしたうえで、この曲をセルフカバーしている。このセルフカバーは、25thシングル「Killing Me」に「Round and Round 2005」として収録されている。このセルフカバーには、お笑いタレントの青木さやかがP'UNK青木として参加した「Round and Round 2005 feat.P'UNK青木」というバージョンも存在しており、青木はコーラスと語りに加え、ギターソロパートではピアノも担当している。
4. 「flower」
1996年10月に5thシングルの表題曲として発表された楽曲。sakuraが在籍していたころのL'Arc〜en〜Cielとしては、最大のセールスを記録したフィジカルシングルとなっている。
アコースティック・ギターとブルースハープのナチュラルな響きが開放的な気分を誘う[52]、スウェーデン・ポップスを思わせる軽快な楽曲[53]。作詞・作曲を担当したhyde曰く、1995年に全国のライブハウスをまわるツアーを行っているときにこの曲の断片が生まれたといい、シングルの表題曲にする前提で密かにあたためていたという[52]。この曲にはメロディアスでキャッチーなサビが付いているが、シングル発売当時のインタビューにおいてhydeは「俺のイメージにハマるサビがどうしても出てこなかったんです。いいメロディーが浮かんでも、いきなり高すぎて実力的に歌えない音域だったりとか、"これはキャッチー過ぎるだろう"とか。いいメロディーなんだけど切なくない、とかあって[54]」と語っており、特にサビの制作が難航したことを示唆している。ちなみに、この曲のサビにつけるメロディとして、hydeは2パターン考えていたといい、どちらの案がよいかメンバーやスタッフに提示したという[54]。サビのメロディ案について、hydeは「ひとつはたしかにハードで切ない、もっと暗い感じ。もうひとつはこの曲なんですけど、俺の声には合ってるけど、なんか今ひとつハートをつかむものがないなぁと思ってた[54]」と述べている。作曲者であるhydeは前者のハードで暗いメロディを気に入っていたというが、他のメンバーやスタッフからは後者のメロディ案が好評だったという[54]。結果的に後者のメロディ案が採用され、アコースティック・ギターを用い、1990年代初頭に日本で流行したネオアコを彷彿とさせるポップなアレンジにすることが決まったという。hydeは2012年に自身が発表した自叙伝の中で、この曲のアレンジの方向性について「当時、世の中ではMr.Childrenとかスピッツとかが流行してて。今、この国はすごくアコースティックな匂いを欲してるなって思ったんだよね。それで、アコースティックで、幻想的な曲を作りたいなと思って。ちょっと浮遊感があるというか、そういう雰囲気は、俺も好きだったから[10]」と語っている。なお、この曲のプロデュースおよびアレンジ作業には、小西貴雄が参加している。
また、hydeはこの曲のポイントとして、サビの裏メロでkenが弾いているアコースティック・ギターのフレーズをあげている。hydeは、シングル発売当時のインタビューにおいて「歌メロのあいづちを打つアコギのフレーズがあるんですけど、それを聴いた瞬間に"うわぁ、綺麗！"と思って。ハードにしたかったけど、こっちのほうがいいやと。それから好きになったんです、このサビが。もし中途半端な状態で出すぐらいだったら、俺はボツにしてもう1回あたためたいと思ってたんだけど、kenのおかげで"OK！出そう"ということに[54]」と語っている。ちなみに、後年にもhydeはこの曲のkenのギタープレイに度々触れており、自身の自叙伝において「「flower」をあそこまでいい曲にしたのはkenの裏メロなんだよね。サビに入った時にkenが裏で弾いてる、アコースティックのあのメロディが曲をグッと良い曲に上げたんだよ。あれがあるのとないとでは、全然違う。今となってはバッキングだけで弾いても、自分の頭の中にどこかあの裏のメロディがあるから良い曲に聴こえるけど、コードだけだと退屈な曲だと思うよ。まさに、バンドマジックだよ[10]」と、この曲のkenのギタープレイを称賛している。
さらに、この曲ではhydeが鳴らしたブルースハープの音がイントロ、アウトロならびに間奏に採り入れられているが、これらはすべて一発録りで吹いたものとなっている[55]。ちなみに、ライヴでも音源と同様にhydeがブルーハープを吹いており、この曲が終わったタイミングで吹いたハープを客席に投げ入れるパフォーマンスを行うことが多い。
また、この曲のレコーディングでsakuraは、異なるサイズのバスドラムを踏み分けており、メインで22インチを踏み、間奏の部分で26インチを踏んだ音を挟んでいる[56]。バスドラムを使い分けたことについて、sakuraは「あとで編集で似た様な効果はできるんだけど、前から踏み分けというのをやってみたくて26インチはノー・ミュートで、22インチは締まった感じの音でやってみた[56]」と語っている。ちなみに、2サビ終わりの＜Like a flower (flowers bloom in sunlight)＞以降の間奏部分では、リズムがハーフとなっている。このアプローチはhydeの意向によるもので、スティングの楽曲「イングリッシュマン・イン・ニューヨーク」の間奏でドラムだけになる箇所からインスパイヤされたものだという[57]。このリズムアプローチについて、hydeは「キャッチーな曲であるほど、途中にそういうフックを入れたくなる」と語っている。なお、このバックコーラス部分の歌唱は、作曲家兼歌手の佐々木真理が担当している。
作詞を手掛けたhyde曰く、歌詞は「夢の中にいるイメージで書いた[58]」といい、"好き"になることで生まれる"切なさ"を綴ったリリックがのせられている。hydeは作詞作業を振り返り「夢の中のハッキリしてないっていう部分。どこかつかめないっていう感覚を詞にしたかったというか。曲的にもストレートすぎるより、ちょっとフワァッとした感じにしたかったし。詞もちょっと幻想的な雰囲気にしたかった[58]」「普段生活していて、熱くなったりはしないけれど、普段は気づかない奥底の部分が出ているのかもしれない。"僕のこの気持ちをもう少し突き進めたらどうなるだろう？"って、そういうやり方で書く時もあるから。あと僕は"切ない"っていう感覚がすごい好きで、今までもそういうことを表現してきてたんだけど、今回は"好きになる"っていうことはすごく切ないなぁって思って、それが今回のアルバムの詞に流れてる気はしますね[22]」と述べている。また、hydeはアルバムに収録された楽曲全体を通した歌詞のイメージについて「（今までは）"枯れてしまったものへの切なさ"とかだった[22]」「今回は、"好きなことが切ないんだ"っていう表現にしたかったんです[11]」と述べている。
5. 「"good-morning Hide"」
  - 英語訳詞: Atsuko Numazaki & Chieko Nakayama

ゴシックなエッセンスに加え[38]、堂々としたメロディーとジャングル・ビートのようにうねったリズムの融合が印象的なロック・ナンバー[49]。なお、この曲のプロデュースおよびアレンジ作業には、本作の2曲目に収録された「Caress of Venus」と同様に、岡野ハジメ（ex.PINK）が参加している。後年岡野は、この曲の編曲・プロデュース作業を振り返り、「80年代後半のブリティッシュロック的雰囲気…俺はザ・キュアーが大好きで、たまたまtetsuyaくんもhydeくんもザ・キュアーが好きだったんですよ。それで、ギターはただパワー・コードを弾くだけとか普通のコードをジャカジャカ弾くのではなく、ギターはイギリスのゴスやニュー・ウェイヴの感じにしようと、話し合いましたね。そういうことができる日本のバンドは少なかったので、"ラルクのメンバーはマニアックなものも受け入れてくれるんだ、これは嬉しい！"と思いました[59]」と述べている。
なお、作曲者であるhyde自身も、本作の制作にあたりブリティッシュ・ロックを意識していたという。hydeは本作発売当時に受けたインタビューの中で「今までは単純に、"自分が聴いてきた音楽への憧れ"と、"自分たちが作りたい世の中にない音楽"、っていう欲求だけだったんだけど、今回は多少具体的に、こういう方向のものを作りたい、たとえばブリティッシュ・テイストにしたいとか、そういう目標はありましたね。（中略）実際は4人のテイストが入ってきて、さまざまな方向に膨らんだ感じです[18]」と語っている。また、sakuraは、この曲の印象と岡野のプロデュースについて「（岡野が在籍していたバンドである）PINK的な匂いがあるよね。だからこっちがよほど踏ん張らないと、あの人の匂いに潰されちゃうんだよ。優れた感性の持ち主だと思ってるから。やってておもしろかったよ[60]」と語っている。
この曲には、フィードバックにより生じさせたノイズ混じりのギターサウンドが収められている[42]。このフィードバックノイズは、ピグノーズの小型アンプを使い、ハウリングを起こすことにより出している[42]。このノイズギター録りの作業はミキシング・ルームで行われたといい、共同プロデューサーである岡野ハジメが人力で、kenの持つギターにピグノーズを近づけたり離したりすることでノイズを調整したという[42]。ちなみに、音源のギターはすべてkenが弾いているが、ライヴでこの曲を披露する際はhydeもギターを担当している。
さらに、作曲者であるhydeの「ユーロ・ビートみたいな感じがこの曲に欲しい[56]」という考えもあり、この曲ではMacintosh上で鳴らしたマラカスなどの音が採り入れられている[56]。このサウンドは音の定位を複雑に鳴らし使われている[56]。ちなみに、この曲のバスドラムの音は、sakuraがMacintoshに打ち込んだドラムパターンを使用している[16]。
作詞はsakuraが手掛けており、L'Arc〜en〜Ciel名義の楽曲としては、この曲が初めてhyde以外のメンバーが作詞を担当した楽曲になっている。なお、1997年11月をもってsakuraがL'Arc〜en〜Cielを脱退したため、この曲はsakuraが作詞した唯一のL'Arc〜en〜Ciel名義の作品となっている。また、この曲は、L'Arc〜en〜Cielの楽曲として初めて歌詞が全て英語で手掛けられている。ちなみに全英語詞になったのは、hydeの意向によるもので[40]、デモを制作した段階からhydeの中で「英語の歌詞にしようっていうのがまずあった[40]」という。余談だが、本作のブックレットには、歌詞に対する日本語訳が付記されている。
ちなみに、今回sakuraが作詞を担当することになったのは、sakuraの普段の言動に興味を示していたhydeの意向によるもので、hydeはsakuraに「なんでもいいから疑問に思ってることを書いて[61]」とリクエストを出していたという。sakuraはこの曲の歌詞について「テーマは…あるんですよ、あるんだけど言いたくないのね。言いたくないっていうか、それだけじゃないからさ。それに俺は詞で全部完結させてんのに、それを補足するつもりはない[46]」「ただ言えんのは、詞に書いたことは誰もが当てはまるってこと。詞には登場人物が3人出てくんだけど、"僕"、"君"、"彼等"、それが何のことなのかイメージは任せる。人それぞれ生き様が違うんだろうからさ、でも、誰もに当てはまるってことだよ[46]」と本作発売当時のインタビューで語っている。
また、初めての作詞作業を振り返り、sakuraは「すごく勉強になったよ。詞って見ただけでパッとわかるじゃない。音楽とか曲って時間の経過とともに成り立つもので、絵とか彫刻と違って、時間軸を共有しないと作品って見せられないでしょ。俺は今までずっと音楽しかやってなくて、詞とか文とかを書いたのは初めてだったから。hydeがやってるのをいつも目の当たりにしてるつもりではあったんだけど、実際自分が書く作業をやってみると、曲とか音楽全体について、もっとより深く気づくことはあった。すごく単純なことだけど、ああそうだよねって思うことはいっぱいあったよ[61]」と語っている。
タイトルに含まれた「Hide」には、sakura曰く、"隠す"あるいは俗語である"図々しい"以外にも様々な意味が含まれているという[46]。sakuraは「"隠す"とか"隠れた"とかこの言葉自体にすごくいっぱい意味がある。（中略）名詞でも動詞でも助動詞でも使って、他にも"餓鬼みたいに痩せ細った人"とかさ、当然"ジキルとハイド"もある[46]」と語っている。また、sakuraはタイトルを決めた経緯について「俺ん中で、すごいシャレを効かせないとやだったのね。詞の中にある言葉を引用してタイトルつけるっていうのもありなんだけど、それって現代国語的でやなの。（中略）英語にするとますますくせえと思ってさ[46]」と語っている。ちなみに、歌詞には＜The morning hides all（全ては朝が隠していた）＞という、タイトルと発音が似たフレーズが登場する。
6. 「the Fourth Avenue Café」
2006年8月に29thシングルの表題曲として発表された楽曲。1997年2月からタイアップが付いたことにより、本作発売後の同年3月にシングルカットされることが決まっていたが、ドラマーのsakuraが逮捕されたことに伴い発売中止となった。その後、バンド結成15周年を記念した企画の一環により、約10年越しにリカットシングルが発売されている。
管楽器とバンドサウンドが絡み合うポップでメロディアスなナンバー。この曲は、ギター、ベース、ドラムのスリー・ピースの音以外の楽器が多用されており、1995年以前にkenが制作してきた楽曲とは異なる指向でアレンジされている。様々な楽器を大々的に導入した楽曲を制作するに至った経緯について、kenは「（ストリングスやホーンを使った曲で言えば）昔からそういうのを聴いてたし、好きだったっていうのもあるんだけど、それは他人がやることだっていうイメージがあったんですよ。（中略）だから今までは曲にそういうアイディアがあっても、あとで音を足すとか付け足し的な要素で入れてた部分があった。それがいつの間にか、自分で曲を作るときに、そういうアイディアがメロディーと同時にイメージできるようになって、"この曲はこういうアレンジがいいな"って思うようになってきた。今までが我慢してたってわけじゃなくて、"俺らもやっていいんじゃないかな"っていう感じ？"やりたいんだったらやればいいんだよね"っていうところが変わってきたかな[62][17]」と本作発売当時に語っている。また、kenは、前作までのレコーディングからの変化について「メンバーが使わない楽器との絡みも、今まではスリー・ピースで音を録ってから、その隙間を狙って入れる的な方法だったのが、今回は最初から、こういうものを入れたいからって、そのスペースをあけていた。そういうところが変わってきましたね[17]」と本作発売当時のインタビューで語っている。ちなみに、kenがデモを制作していた時点で、この曲に管楽器を入れることを想定していたことから「ラッパ」という仮タイトルが名付けられていたという。
また、この曲のレコーディングでは、東京スカパラダイスオーケストラのホーンセクションとコラボレーションしており、同バンドからNARGO、北原雅彦、冷牟田竜之、GAMO、谷中敦の5人がレコーディングに参加し、北原が管編曲を担当している。なお、この曲のプロデュースおよびアレンジ作業には、本作の3曲目に収録された「Round and Round」と同様に、秦野猛行が参加している。
歌詞はhydeが手掛けており、失恋をテーマとしたリリックが曲にのせられている。hydeは、この曲の作詞作業を振り返り「屋外のカフェでコーヒーを飲みながら書いた歌詞[63]」と語っており、東京・高円寺に実在するカフェ「Yonchome Cafe」を歌詞の舞台にしたという[64]。なお、曲のタイトルも前述のカフェの名前に由来しているが[64]、hydeが作詞作業を行っていた店はそのカフェではなく東京・三宿にある店だったといい、hydeは「高円寺にあるカフェを思い出しながら書いた[64]」と述べている。
ちなみに、シングルに収録されたバージョンでは、本作に収録されたバージョンと異なりイントロの一部がカットされている。
7. 「Lies and Truth ("True" mix)」 (※)シングル発売時に制作されたMV映像
1996年11月に6thシングルの表題曲として発表された楽曲のアルバムバージョン。
軽快なカッティングとメロディアスなサビが印象的な、哀愁が漂う憂いのある楽曲。メンバーが「案外サビが長く続くやつ」とこの曲を表現するほどに印象的なサビがついており、ポップでメロディアスなナンバーに仕上げられている。作曲を担当したkenは2004年に受けたインタビューで、メロディアスなサビを付けた背景について「メロディ指向のものが（チャート）上位に入っていたから[8]」と述べており、セールスを意識しこの曲を制作していたことを示唆している。
この曲では、1970年代後半のフィラデルフィア・ソウルのようなストリングスが大々的にフィーチャーされており[65]、L'Arc〜en〜Cielのシングル表題曲としては初めて生の弦楽器が採り入れられている。弦楽器を採り入れた理由ついて、kenは「最初からそれ（ストリングス）を入れたいって希望を出してて、ストリングス・アレンジのスコアを書いてもらえる人にお願いしたんです。自分でブラスのフレーズとかを打ち込んでデモを作って渡した。メロディができてギターを持たずに作業してたから、途中のブラスのフレーズが浮かんできて、その隙間を埋めるのにギターよりストリングスの音が聞こえて欲しくなって。そこでじゃあギターはどこだっていったら、リズムにまた別のヴォイシングで絡んでいったらカッコいいなと。ともかく生のストリングスは初めてでした[65]」と語っている。また、本作では多くの楽曲でストリングスが採り入れられているが、その背景に関し、kenは「『True』ってアルバムのために曲を作り始めてから、徐々に自分の中の曲作りの感じが変わってって。前はギターが楽しけりゃいいや、みたいなところがあったんだけど、今回はまずメロディがきて、それに枝葉をつけるようにいろいろつけてったって感じだった[66]」「ギター的なことでいったら、曲を塗るよりも押し進めていくプレイをした。塗るのはキーボードやストリングスに任せた。そういう他の楽器と絡んで鳴っているのがやってみたかったんです[66]」と語っている。なお、この曲のプロデュースおよびアレンジ作業には、「Vivid Colors」の共同編曲を担当した西平彰が参加している。
また、この曲ではカッティングを多用した印象的なギタープレイをみることができる。この曲で弾いたカッティングについて、kenは「16分音符のカッティングが上手くハマった曲[67]」「（この曲のカッティングは）結構考えた。そのまま弾いても、味が出ないんです。それで"何でだろう？"っていろいろとやってみたら、ポジション移動の時にスライドをどう入れるかで雰囲気が変わることに気がついたんです。カッティングってバキバキ弾くだけのものだと思っていたんだけど、そういうスライドとかハンマリングとかが大切なんだっていうことを考えつつオレを封じ込めた[42]」と語っている。
さらにsakuraは、この曲のレコーディングで、バスドラムとしてエレクトリック・ドラムを使用している[65][16]。sakuraは、今回エレドラを導入した経緯について「バスドラはエレドラ（ペダルのアタックを電気信号に換えて外部の音源を鳴らせるドラム）でやって、上物（スネア、タムやシンバル類）は生ドラム。上から被せてくる（ストリングス等）のは少し見えてたから、分離のいい方がいいのかなってエンジニアの人と相談しつつ[65]」「安定した定位と鳴り、他のタイコの鳴りを妨げるのを防ぐために使ってみた[16]」と語っている。なお、sakuraは、このドラムサウンドのイメージについて「アフロじゃなくなったソウル（笑）。'80年代、"ソウル・トレイン"が、放送終了したぐらいのころのソウルかなっと、音的には[65]」と述べている。
作詞を担当したhydeは、作詞作業について「曲を聴いたら、怪しい感じにしたいなと思うようになって。ミステリアスな感じにしたかった。夜の雰囲気で書きたいっていうのは最初からあって、それを出すためにどういう服が似合うかなあっていろいろ着せていく作業でしたね[68]」と語っている。また、hydeは歌詞のイメージについて「はかなくてせつない空気が聴く人に伝われば、と思ってる[67]」とシングル発売当時のインタビューでコメントしている。ちなみにこの曲の歌詞は、hyde曰く、自分自身を主人公として投影したものではないといい[22]、hydeは「僕本人の想いじゃなくて、まわりにいる人の想いだったりする[22]」「この曲の＜君が見えなくて＞っていうのは、"君からはたぶん、僕が見えてないんだろうな"と思って、曲の中の人の気持ちになって書いてる[22]」と語っている。
シングルに収録されたバージョンと異なり、エンディングにメロディが追加されており、フェイドアウトで終わるのではなく、ベース、ドラムの音を追加したカットアウトで終了するバージョンで収録されている。kenは本作収録版のミックスについて「ミックスが違うというよりも、エンディングが違う。この曲を作って、レコーディングするときにエンディングのアイデアがすでに2パターンあったから、2バージョン録ったのね。そしたらどっちも捨てがたくて、イントロにフレットレスベースも入れたりしてるから、じゃあ2パターンにして両方CDに残してしまおうと。それでアルバムに入れた[69]」と述べている。
8. 「風にきえないで ("True" mix)」 (※)シングル発売時に制作されたMV映像
1996年7月に4thシングルの表題曲として発表された楽曲のアルバムバージョン。このシングルで自身初のオリコン週間シングルチャートTOP5入りを獲得している。
この曲以降に発表したtetsuya作曲によるL'Arc〜en〜Cielの楽曲に通ずる、疾走感溢れるポップでメロディアスなロックナンバー。作曲を担当したtetsuya曰く「幸せなんだけど、少し卑屈になってるイメージ[21]」で制作したという。また、tetsuyaはデモ制作について「なぜかわかんないけど、バレンタインの夜にフッとメロディが浮かんで、Aメロ、Bメロまで一気に出来たんです。サビの部分は最終的な形になるまで難産だったんですけど[21]」と述べている。ちなみに、メロディができた日となるバレンタインデーの日中に、tetsuyaは友人と買い物に出かけていたというが、その際に憂鬱な気分になるハプニングがあったという[70]。この憂鬱な出来事を踏まえ、バレンタインデーの夜中に出来たこの曲の原型に「バレンタインの憂鬱」という仮タイトルを名付けたと本作発売当時に語っている[70]。
ちなみにtetsuyaは、2021年に受けたインタビューにおいて「バンド30年の歴史の中でのターニングポイントとなった曲」としてこの曲をあげている[71]。tetsuyaは、このインタビューの中で「この曲がヒットしたとは思ってないんですけど、なんというか"風にきえないで"から、曲の作り方がちょっと変わったかなって感じがするんですよね。"風にきえないで"からアレンジをしっかり決めていくようになりました。それまでよちよち歩きだったバンドが、そこで初めて立ち上がったというか、今のL'Arc〜en〜Cielの原型が作られた印象ですね、個人的には[71]」と語っている。
なお、tetsuyaはこの曲で、音源としては初めて単独でコーラスを担当している[21]。これまでライヴでは、hyde以外のken、tetsuya、sakuraの3人がそれぞれコーラスを担当することはあったが、音源としてはこの曲で初めてhyde以外のメンバーが単独で歌ったコーラスが挿入されることとなった[21]。
また、この曲のギターアプローチについて、kenは「今回は、『heavenly』でギターをなるべく重ねないようにしようって思っていたのを取っ払って。重ねたいと思ったら躊躇なく重ねようという感じで、ギターを入れた[72]」「『heavenly』作って1年たってるから、変わってきたのかなって。曲の流れができてきて、それを聴いて頭の中で何が鳴るかなって組み立てていった[72]」と述べており、多重に録音したギターのアンサンブルが印象的なアレンジが施されている。なお、この曲のプロデュースおよびアレンジ作業には、佐久間正英（ex.四人囃子、ex.プラスチックス）が参加している。
歌詞は従来通りhydeが手掛けており、"自分の想いを守るために他のことを犠牲にしようとする自分"と、"それを拒もうとする自分"が同時に映し出されたような世界観が綴られている[73]。そのため、自分ともう一人の自分で自問自答を繰り返すようなリリックになっている。この曲の歌詞について、hydeは「仕事よりも愛を取るよと匂わせてる詩なんです。でも、愛と言っても、恋人と限定しません。それは母親でもいいし。誰しも大切な人を守るためだったら、状況をぶち壊してもいいかなと思う一瞬ってあると思うんです。実際、誰もいないかもしれないけど、そういう気持ちを匂わせたかった。だからパッと見は幸せそうだけど、でもふだん誰もが持ってる悪魔的な部分を、スパイスとして出してる詩にはなってます[74][73]」と語っている。ちなみに、歌詞の中には＜もう一人の僕が ドアをノックしつづけている＞というフレーズが登場するが、この"もう一人の僕"について、hydeは「今の僕のことです[73]」とシングル発売当時のインタビューで語っている。
本作収録版の録音作業では、シングルに収録されたバージョンを手掛けたレコーディング・エンジニアとは異なるエンジニアを起用している[69]。tetsuyaは本作収録版のミックスについて「僕、（アルバムバージョンを手掛けた）このエンジニアの人の低音の感じとか好きで。すごく響くんですよね。だから、そういうところをこの曲でも出してくれたらなと思ってたんですけど、すごくよく出してくれて。シングルとはまた違ったよさを引き出してくれてるんじゃないかと思います[69]」と語っている。また、本作収録版のミックスではミックス変更以外に、イントロのギターをカットし、一部ギターのリテイクも行っている。
ちなみにこの曲は、1998年に開催したライヴツアー「Tour '98 ハートに火をつけろ!」の後、長きにわたりライヴで演奏されていなかったが、2020年に開催したライヴツアー「ARENA TOUR MMXX」において約22年ぶりに披露されている。
9. 「I Wish」
管楽器とアコースティック・ギターのサウンドが印象的な、華やかでポップなパーティーソング。作曲者のtetsuyaは、この曲のイメージについて「設定はですね、クリスマス・パーティーでもなんでもいいんですけど、やってるところに楽器があって、"じゃあ僕たちが演奏してあげるよ"ってL'Arc〜en〜Cielが演奏を始めて、サビでみんな合唱するという[70]」「個人的に昔のクリスマスとかを思い出して。― クリスマスって街はイルミネーションとかで綺麗になるでしょ。恋人たちが愛を語りあうじゃないですか。そんなところに僕が一人佇んで途方に暮れていると、そこに雪が降ってくるんですよ。で、僕の睫毛に雪が積もって、それが溶けて世界が滲んで見えなくなる ―そういうイメージで作った[20]」と語っている。tetsuyaの中にこういった曲のイメージがあったこともあり、この曲の仮タイトルは「クリスマス」と名付けられていたという。また、tetsuya曰く、当初はスローテンポのバラードとしてこの曲を書いていたというが[70]、レコーディングするにあたり「パーティーっぽいほうがいい[70]」という周りの意見もあり、現在のようなアレンジになったという。
ちなみに、この曲のレコーディングにおいて、tetsuyaは黒人が弾いているようなノリを出すため、親指弾きでベースを演奏している[75]。また、この曲ではエレクトリック・ギターの音は採用されていない[75]。この曲のギターアプローチについて、kenは「エレキギターも入れたんだけど、なんか違う気がして。で、カットしてみたら、そのほうが全然よかった。どの曲でもそうだけど、ギターを弾いたほうがよければ弾くし、レベルを下げたほうが曲が生きるなら下げる。いつもそういうふうに考えているから[75]」と語っている。さらに、sakuraは「パーティとかで演奏する、"雇われバンド"ってあるでしょう。この曲は、そういう雰囲気で叩いたんだよね[75]」とレコーディングを振り返っている。
なお、この曲のプロデュースおよびアレンジ作業には、本作の4曲目に収録された「flower」と同様に、小西貴雄が参加している。さらに、中西康晴がピアノとオルガン、ジェイク・コンセプションがアルト・サックスとクラリネット、数原晋がトランペットでこの曲のレコーディングに参加している。
歌詞は、作曲者であるtetsuyaが抱いた曲のイメージを基に、hydeが手掛けている。仮タイトルである「クリスマス」という単語は歌詞の中に入っていないものの、＜真っ白な天使が舞い降りて＞、＜とっておきのこの夜を祝おう＞などクリスマスを彷彿とさせるフレーズが随所に入っている。こういったフレーズが登場することもあってか、TBS系音楽番組『COUNT DOWN TV』で実施された「クリスマスに聴きたい曲」というアンケートにおいて、アルバムで初音源化された曲でありながら、この曲が上位にランクインしたこともある。
tetsuyaはこの曲の歌詞の印象について「シチュエーション的にはパーティーで演奏して歌ってる曲だけど、詞的にもメロディー的にも明るい曲じゃないんです[70]」と語っている。また、tetsuyaは本作発売当時に受けたインタビューの中で「（前作『heavenly』に収録された）「C'est La Vie」っていう曲があるんですけど、あれのアンサー・ソング的なニュアンスもある[70]」と語っている。
なお、コーラスの＜Ring bell through the window I wish you smile for me sing song all together La la la la...＞の部分は、メンバーとスタッフに加え、子ども達が歌っている[69]。このコーラス部分のレコーディングは、メンバーとスタッフだけ、つまり大人だけを集めて行う予定であったが、tetsuya曰く「録ってみたらパーティーの楽しさを出したいのに、なんか違うぞってことになった[69]」といい、新たに子どもたちにコーラスとして参加してもらったという[69]。
ちなみにこの曲は、1997年に東京ドームで開催したライヴ「1997 REINCARNATION」の後、長きにわたりライヴで演奏されていなかったが、2018年に開催したクリスマスライヴ「L'Arc〜en〜Ciel LIVE 2018 L'ArChristmas」において、次曲「Dearest Love」とともに約21年ぶりに披露されている。
また、2007年にはパートチェンジバンド、P'UNK〜EN〜CIELとして、tetsuyaのディレクションのもとリアレンジしたうえで、この曲をセルフカバーしている。このセルフカバーは、33rdシングル「Hurry Xmas」に「I Wish 2007」として収録されている。セルフカバーのアレンジ作業では、tetsuya曰く「シド・ヴィシャスが歌う「マイ・ウェイ」みたいにしたかった[76]」といい、「ちょっとバラードっぽく始まる曲があってもいいかな[76]」というtetsuyaの考えのもとアレンジされている。ちなみに、P'UNK〜EN〜CIELが発表したセルフカバー音源としては唯一、ミュージック・ビデオが制作されている。
10. 「Dearest Love」
hydeとtetsuyaのファルセットヴォーカルが印象的な3連リズムのロック・バラード。この曲は、アルバム制作のための合宿レコーディング期間中に、作曲者であるtetsuyaが何気なく鼻歌交じりで弾き語ったものが原型になっている[77]。この曲の制作エピソードについて、tetsuyaは「ロビーでソファーに座りながら弾き語りで歌ってたんです。そうしたら、ちょうどレコーディング取材に来てたある雑誌の編集の人に"いいねそれ。誰の曲？"って聞かれて。"いや、なんとなくアドリブで作っただけです"って言ったんだけど、"いいじゃん"って言われて。そうか、じゃあちゃんと作ろうと思って作りだした[77]」と本作発売当時に語っている。また、tetsuyaはこの曲のイメージについて「合宿中に東京の友達と電話で話してて、イヤなこと聞いちゃってというか、悲しい出来事があって。ちょっと落ち込んでボーッと夢遊病のような状態の時に出来た曲なんですよ。ちょっとノイローゼっぽいイメージで[77]」と語っている。なお、この曲のプロデュースおよびアレンジ作業には、本作のオープニングナンバーとなる1曲目に収録された「Fare Well」と同様に、富樫春生が参加している。
この曲のギターソロパートでは、ヴァイオリンの音と共存するようなフレーズが展開されている[42]。当初kenは、ボリューム奏法でこの曲のギターソロパートを弾くことを考えていたというが[42]、他のメンバーから「ヴァイオリン・ソロを入れよう」という提案があり、ギターとヴァイオリンが共存するようなアプローチに変更されることになった[42]。また、tetsuyaはこの曲のレコーディングにおいて、フレットレスベースを弾いている[51]。
さらにhydeは、この曲のサビにおいて終始ファルセットを駆使し歌唱している[77]。作曲者のtetsuya曰く、デモを制作していた段階で、「hydeの表の声じゃサビは出ない[77]」という理由から、あらかじめファルセットで歌ってもらうことを決めていたという[77]。また、イントロとアウトロに収められた高音のファルセットヴォーカルは、hydeではなくtetsuyaによるもので[77]、アルバムのブックレットではtetsuyaに"Falsetto Vocal"のクレジットが付されている。なお、このtetsuyaによるファルセットの最高音はA5となっている。
ちなみにこの曲は、1997年に東京ドームで開催したライヴ「1997 REINCARNATION」の後、長きにわたりライヴで演奏されていなかったが、2018年に開催したクリスマスライヴ「L'Arc〜en〜Ciel LIVE 2018 L'ArChristmas」において、前曲「I Wish」とともに約21年ぶりに披露されている。

## クレジット
フィジカルアルバムに付属するブックレットより転載。日本語表記が確認出来ない部分に関しては原文ママとする。
- hyde：Vocal
- ken：Guitars
- tetsu：Bass
- sakura：Drums

| Fare Well - L'Arc〜en〜Ciel & 富樫春生：Produced, Arranged - 金子飛鳥：Violine - 橋本しのぶ：Cello - 富樫春生：Strings Arrangement, Other Instruments - 迫田至（Smile Sound）：Manipulate Caress of Venus - L'Arc〜en〜Ciel & 岡野ハジメ：Produced, Arranged - ken：Vib.piano - tetsu：Falsetto of Venus - hyde：Falsetto of Venus - 菅原サトル（Strawberry Fields）：Other Instruments, Manipulate Round and Round - L'Arc〜en〜Ciel & 秦野猛行：Produced, Arranged - Take：Round Around Tambourines - 秦野猛行：Other Instruments flower - L'Arc〜en〜Ciel & 小西貴雄：Produced, Arranged - hyde：Blues Harp - 佐々木真理：Female Chorus - 小西貴雄：Other Instruments - 吉田潔（PENGUIN POWER MUSIC）：Manipulate "good-morning Hide" - L'Arc〜en〜Ciel & 岡野ハジメ：Produced, Arranged - Atsuko Numazaki：Translation - Chieko Nakayama：Translation - ken：Round Around Tambourines - 菅原サトル（Strawberry Fields）：Other Instruments, Manipulate the Fourth Avenue Café - L'Arc〜en〜Ciel & 秦野猛行：Produced, Arranged - NARGO (東京スカパラダイスオーケストラ)：Trumpet - 北原雅彦 (東京スカパラダイスオーケストラ)：Trombone, Horn Arrangement - 冷牟田竜之 (東京スカパラダイスオーケストラ)：Alto Sax - GAMO (東京スカパラダイスオーケストラ)：Tenor Sax - 谷中敦 (東京スカパラダイスオーケストラ)：Baritone Sax - Take：Round Around Tambourines - 秦野猛行：Other Instruments Lies and Truth ("True" mix) - L'Arc〜en〜Ciel & 西平彰：Produced, Arranged - 飛鳥ストリングス：Strings - 西平彰：Strings Arrangement, Other Instruments 風にきえないで ("True" mix) - L'Arc〜en〜Ciel & 佐久間正英：Produced, Arranged - tetsu：Falsetto Chorus - 佐久間正英：Other Instruments I Wish - L'Arc〜en〜Ciel & 小西貴雄：Produced, Arranged - 中西康晴：Piano & Organ - ジェイク・コンセプション：Alto Sax & Clarinet - 数原晋：Trumpet - 清岡太郎：Trombone - 金城寛文：Tenor Sax - 小西貴雄：Horn Arrangement, Other Instruments - Yusaku：Children Chorus - Reiko：Children Chorus - Nozomi：Children Chorus - Yukari：Children Chorus - Toshiyuki：Children Chorus - L'Arc〜en〜Ciel：Male & Female Chorus - momopy：Male & Female Chorus - Chiepy：Male & Female Chorus - hyde：L'Arc〜en〜Ciel Hand Claps - ken：L'Arc〜en〜Ciel Hand Claps - tetsu：L'Arc〜en〜Ciel Hand Claps - sakura：L'Arc〜en〜Ciel Hand Claps - 吉田潔（PENGUIN POWER MUSIC）：Manipulate | Dearest Love - L'Arc〜en〜Ciel & 富樫春生：Produced, Arranged - 金子飛鳥：Violin - 橋本しのぶ：Cello - 富樫春生：Strings Arrangement, Other Instruments - Takako Ogawa：Female Chorus - tetsu：Falsetto Vocal - 迫田至（Smile Sound）：Manipulate [Produce & Mastering] - L'Arc〜en〜Ciel：Produced - 富樫春生：Produced（#1,#10） - 岡野ハジメ：Produced（#2,#5） - 秦野猛行：Produced（#3,#6） - 小西貴雄：Produced（#4,#9） - 西平彰：Produced（#7） - 佐久間正英：Produced（#8） - 中山千恵子（Ki/oon Sony Records）：Directed - 比留間整（Sound Sky Studio）：Recorded, Mixed - 赤波江敦夫（Sound Sky Studio）：Recorded - 藤島浩人（Sound Sky Studio）：Recorded - 内海幸雄：Recorded - 原田光晴（DISC LAB）：Mastered - Keiji Kondoh（MIXER'S LAB）：Assistant Engineer - Yoichiro Kanoh（MIXER'S LAB）：Assistant Engineer - Kaoru Matsuyama（MIXER'S LAB）：Assistant Engineer - Hideyuki Hanaki（Hitokuchizaka Studio）：Assistant Engineer - Takaoki Saitoh（ONKIO HAUS）：Assistant Engineer - Kenichi Arai（Sound Sky Studio）：Assistant Engineer - Hiroshi Tanigawa（Sound Sky Studio）：Assistant Engineer - Akinori Kaizaki（Sound Sky Studio）：Assistant Engineer - Satoru Higashi（Sound Sky Studio）：Assistant Engineer - Yasumasa Yamashita（Sound Sky Studio）：Assistant Engineer - Daisuke Sugamura（Dog House Studio）：Assistant Engineer - Masayoshi Ibuchi（Dog House Studio）：Assistant Engineer - 大石征裕（Danger Crue Inc.）：Rhythm Direction - 吉田"ハリー"晴彦（Ki/oon Sony Records）：A&R - 中山道彦（Ki/oon Sony Records）：A&R [Artwork etc] - 広井清：Art Direction & Design - Hiroshi Noguchi：Phorograph - Midori Nakagawa：Styling - Motoh Yoshimura：Hair & Make-up - Jill（L'HOMMEE et LA FEMME JAPON）：Model - Yoshihiko Momose（Danger Crue Inc.）：Management - Tooru Hirota（Danger Crue Inc.）：Management - Satomi Morita（Danger Crue Inc.）：Management - Shinichi Higuchi（MOBY DICK）：Instrumental Technicians - Kouichi Nakagawa（MOBY DICK）：Instrumental Technicians - Fumihito Yokono（MOBY DICK）：Instrumental Technicians - Hidetoshi Takahashi（MOBY DICK）：Instrumental Technicians - Hironobu Okumura：Instrumental Technicians - Akiyo Yasuda：Photograph <L'Arc〜en〜Ciel / hyde> - Kazuko Tanaka：Photograph <L'Arc〜en〜Ciel / ken & tetsu> - Shin Watanabe：Photograph <L'Arc〜en〜Ciel / sakura> - L'Arc〜en〜Ciel & Mika Okamiya：Styling <L'Arc〜en〜Ciel> - Michiko Takano：Hair & Make-up <L'Arc〜en〜Ciel> - Eiji Kishi（Ki/oon Sony Records）：Executive Producer - 大石征裕（Danger Crue Inc.）：Executive Producer |

## タイアップ
| 年     | 楽曲                   | タイアップ                                                                       | 出典   |
| ------ | ---------------------- | -------------------------------------------------------------------------------- | ------ |
| 1996年 | 風にきえないで         | フジテレビ系番組『猛烈アジア太郎』エンディングテーマ                             | [ 78 ] |
| 1996年 | 風にきえないで         | 日本テレビ系番組『ミュージックパーク』エンディングテーマ                         | [ 78 ] |
| 1996年 | flower                 | フジテレビ系番組『プロ野球ニュース』テーマソング                                 | [ 79 ] |
| 1996年 | Lies and Truth         | テレビ東京系番組『TOWER COUNTDOWN』テーマソング                                  | [ 80 ] |
| 1997年 | the Fourth Avenue Café | フジテレビ系テレビアニメ『るろうに剣心 -明治剣客浪漫譚-』第4期エンディングテーマ | [ 81 ] |

## 収録ベストアルバム
- 『Clicked Singles Best 13』 (#4、#7,シングルバージョン)
- 『The Best of L'Arc〜en〜Ciel 1994-1998』 (#2、#4、#6、#7,シングルバージョン、#8,シングルバージョン)
- 『QUADRINITY 〜MEMBER'S BEST SELECTIONS〜』 (#4)
- 『TWENITY 1991-1996』 (#2、#4、#5、#7)
- 『WORLD'S BEST SELECTION』 (#4、#6)